# پودکرپا (روستا)
پودکرپا (به بلغاری: Podkrepa) یک منطقهٔ مسکونی در بلغارستان است که در شهرستان هاسکوفو واقع شده‌است.